# Cantone di La Jarrie
Il Cantone di La Jarrie è una divisione amministrativa dell'arrondissement di Rochefort e dell'arrondissement di La Rochelle.
A seguito della riforma approvata con decreto del 27 febbraio 2014, che ha avuto attuazione dopo le elezioni dipartimentali del 2015, il numero di comuni è rimasto immutato a 14, tuttavia la sua composizione è stata modificata.

## Composizione
I 14 comuni facenti parte prima della riforma del 2014 erano:
- Anais
- Bourgneuf
- Clavette
- Croix-Chapeau
- La Jarne
- La Jarrie
- Montroy
- Saint-Christophe
- Saint-Médard-d'Aunis
- Saint-Rogatien
- Sainte-Soulle
- Saint-Vivien
- Salles-sur-Mer
- Vérines

Dal 2015 i comuni appartenenti al cantone sono i seguenti 14:
- Anais
- Bouhet
- Bourgneuf
- Clavette
- Croix-Chapeau
- La Jarne
- La Jarrie
- Montroy
- Saint-Christophe
- Saint-Médard-d'Aunis
- Saint-Rogatien
- Sainte-Soulle
- Thairé
- Vérines